# Gótské písmo
Gótské písmo je písmo určené k zápisu gótštiny. Ve čtvrtém století jej vytvořil misionář Wulfila (či též Ulfilas) pro překlad Bible. Jedná se o derivát řecké alfabety, doplněný o několik dalších znaků: F, R a S z latinky, runové jera: ᛃ /j/ a uruz: ᚢ /u/ a 𐍈 (čti ƕair) /ƕ, hw/ kvůli přesnějšímu fonetickému rozlišení.
Wulfila se záměrně vyhnul použití runového zápisu, ačkoli se v té době pro zápis germánských jazyků běžně používal germánský futhark prostý. Obával se totiž spojování futharku s tehdejším germánským pohanstvím. Alfabeta se jevila jako lepší volba, a to i z důvodu toho, že usnadňovala komunikaci se zbytkem východní Evropy, které dominovala řecko-římská kultura.
Gótské písmo je známo především díky dílu Codex Argenteus („Stříbrná Bible“, 6. století), manuskriptové kopie výše zmíněného Wulfilova překladu Bible.

## Tabulka písmen
| Písmeno | Písmeno | Přepis | Srovnání          | Gótský název                                        | Příbuzná runa | IPA         | Číslo | XML       |
| ------- | ------- | ------ | ----------------- | --------------------------------------------------- | ------------- | ----------- | ----- | --------- |
|         | 𐌰       | a      | Α alfa            | aza < ans („bůh“) nebo asks („prach“)               | ansuz         | /a, aː/     | 1     | &#x10330; |
|         | 𐌱       | b      | Β beta            | bercna < bairka („bříza“)                           | berkana       | /b, β/      | 2     | &#x10331; |
|         | 𐌲       | g      | Γ gama            | geuua < giba („dar“)                                | gebo          | /ɡ, ŋ/      | 3     | &#x10332; |
|         | 𐌳       | d      | Δ delta           | daaz < dags („den“)                                 | dagaz         | /d, ð/      | 4     | &#x10333; |
|         | 𐌴       | e      | Ε epsilon         | eyz < aiƕs („kůň“) nebo („tis“)                     | eihwaz        | /e, eː/     | 5     | &#x10334; |
|         | 𐌵       | q      | Π pí              | quetra < qairþra (?) nebo quairna („mlýnský kámen“) | pertho        | /kʷ/        | 6     | &#x10335; |
|         | 𐌶       | z      | Ζ zéta            | ezec < ezec (?)                                     | algiz         | /z/         | 7     | &#x10336; |
|         | 𐌷       | h      | Η éta             | haal < hagal or hagls (pozdrav)                     | hagalaz       | /h, x/      | 8     | &#x10337; |
|         | 𐌸       | þ, th  | Θ théta           | thyth < þiuþ („dobrý“) nebo þaurnus („trn“)         | thurisaz      | /θ/         | 9     | &#x10338; |
|         | 𐌹       | i      | Ι ióta            | iiz < eis („led“)                                   | isa           | /i, iː/     | 10    | &#x10339; |
|         | 𐌺       | k      | Κ kappa           | chozma < kusma nebo kōnja („míza“)                  | kaunaz        | /k/         | 20    | &#x1033A; |
|         | 𐌻       | l      | Λ lambda          | laaz < lagus („moře“, „jezero“)                     | laguz         | /l/         | 30    | &#x1033B; |
|         | 𐌼       | m      | Μ mí              | manna < manna („muž“)                               | mannaz        | /m/         | 40    | &#x1033C; |
|         | 𐌽       | n      | Ν ný              | noicz < nauþs („potřeba“)                           | nauthiz       | /n/         | 50    | &#x1033D; |
|         | 𐌾       | j      | ᛃ jera            | gaar < jēr („rok“)                                  | jera          | /j/         | 60    | &#x1033E; |
|         | 𐌿       | u      | ᚢ uruz            | uraz < ūrus („pratur“)                              | uruz          | /u, uː/     | 70    | &#x1033F; |
|         | 𐍀       | p      | Π pí              | pertra < pairþa (?)                                 | pertho        | /p/         | 80    | &#x10340; |
|         | 𐍁       |        | Ϙ koppa           |                                                     |               |             | 90    | &#x10341; |
|         | 𐍂       | r      | R, ᚱ raido        | reda < raida („vůz“)                                | raido         | /r/         | 100   | &#x10342; |
|         | 𐍃       | s      | S, ᛊ sowulo       | sugil < sauïl nebo sōjil („slunce“)                 | sowulo        | /s/         | 200   | &#x10343; |
|         | 𐍄       | t      | Τ tau             | tyz < tius („Týr“)                                  | teiwaz        | /t/         | 300   | &#x10344; |
|         | 𐍅       | w      | Υ ypsilon         | uuinne < vinja („pastvina“) nebo vinna („bol“)      | wunjo         | /w, u, y/   | 400   | &#x10345; |
|         | 𐍆       | f      | F, ᚠ Fehu         | fe < faihu („skot“, „hojnost“)                      | fehu          | /f/         | 500   | &#x10346; |
|         | 𐍇       | x      | Χ chí             | enguz < iggus nebo iggvs („Yngvi“)                  | inguz         | /x, h/      | 600   | &#x10347; |
|         | 𐍈       | ƕ, hw  | -                 | uuaer < ƕair („hrnec“)                              |               | /hʷ, xʷ, ʍ/ | 700   | &#x10348; |
|         | 𐍉       | o      | Ω omega, ᛟ othila | utal < ōþal („rodová půda“)                         | othila        | /o, oː/     | 800   | &#x10349; |
|         | 𐍊       |        | Ϡ sampí           |                                                     |               |             | 900   | &#x1034a; |

Z této tabulky je jasně vidět, že vzorem gótskému písmo byla alfabeta. Znaky 𐍂 (R), 𐍃 (S) a 𐍆 (F) však zřejmě byly odvozeny z latinky, i když je možné, že byly převzaty z futharku, obdobně jako znaky 𐌿 a 𐌾 a možná i 𐍉.
Po vzoru alfabety jsou písmena této abecedy užívána též jako číslice. Při tomto užití byla písmena buďto uzavřena mezi tečkami (•𐌹𐌱• = 12), nebo nad nimi byla vodorovná čárka (𐌹𐌱 = 12). Znaky 𐍁 (=90) a 𐍊 (=900) byly užívány pouze jako číslice, a přestože jsou považovány za součást gótského písma, nevyslovovaly se.
Stejně jako tehdejší alfabeta i latinka bylo i gótské písmo unciální, nerozlišovalo tedy velikost písmen, dalo by se říci, že používalo pouze majuskule.

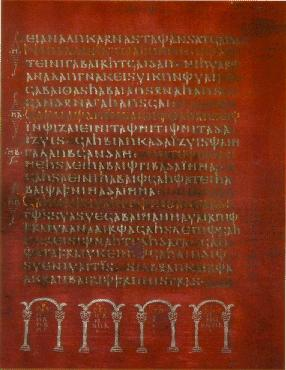
Přední strana Codexu Argetea

## Interpunkce a diakritika
Jediným známým diakritickým znaménkem je přehláska nad znakem 𐌹 /i/. V přepisu tedy ï.
Z interpunkčních znamének se užívala tečka, dvojtečka a vodorovná čárka. Ta se však neužívala k vyznačení délky samohlásky, ale k označení číslic (viz výše) a zkratek (např. xius místo xristaus, česky Kristus).
Drobnou zvláštností gótského písma je, že nepoužívalo mezery mezi slovy.

## Kódování písma
Gótské písmo je obsaženo v tabulce znaků Unicode, a to v rozsahu U+10330 až U+1034F.
|         | 0 | 1 | 2 | 3 | 4 | 5 | 6 | 7 | 8 | 9 | A | B | C | D | E | F |
| U+1033x | 𐌰 | 𐌱 | 𐌲 | 𐌳 | 𐌴 | 𐌵 | 𐌶 | 𐌷 | 𐌸 | 𐌹 | 𐌺 | 𐌻 | 𐌼 | 𐌽 | 𐌾 | 𐌿 |
| U+1034x | 𐍀 | 𐍁 | 𐍂 | 𐍃 | 𐍄 | 𐍅 | 𐍆 | 𐍇 | 𐍈 | 𐍉 | 𐍊 |   |   |   |   |   |